# Robert Barrat
Pour les articles homonymes, voir Robert Barrat (journaliste) et Barrat.
Robert Barrat (parfois crédité Robert H. Barrat) est un acteur américain, de son nom complet Robert Harriot Barrat, né à New York (État de New York, États-Unis) le 10 juin 1889, mort à Hollywood (Californie, États-Unis) le 7 janvier 1970.

## Biographie
Au cinéma, il débute dans trois films muets en 1915, 1920 et 1921, avant de tourner régulièrement entre 1931 et 1955. En tout, il participe à cent-cinquante films, ayant notamment comme partenaires Gary Cooper, Bing Crosby, Errol Flynn, les Marx Brothers, Spencer Tracy, John Wayne, Ingrid Bergman, Bette Davis, Katharine Hepburn et Barbara Stanwyck. À la télévision, il apparaît dans quelques séries de 1954 à 1964.
Il est également acteur de théâtre, jouant à Broadway entre 1918 et 1932, dans quatorze pièces et une comédie musicale. Il avait épousé Mary Dean (1909-2001).

## Filmographie partielle

### Au cinéma
- 1915 : Her Own Way d'Herbert Blaché
- 1920 : The Wonder Man (en) de John G. Adolfi
- 1921 : Whispering Shadows d'Émile Chautard
- 1931 : Honor Among Lovers de Dorothy Arzner
- 1932 : The Wiser Sex (en) de Victor et Berthold Viertel
- 1932 : Les Sans-soucis (Pack Up your Troubles) de Ray McCarey et George Marshall
- 1933 : Meurtre au chenil ou Le Mystère de la chambre close (The Kennel Murder Case) de Michael Curtiz
- 1933 : Kaspa, fils de la brousse (King of the Jungle) de H. Bruce Humberstone et Max Marcin
- 1933 : Secret of the Blue Moon de Kurt Neumann
- 1933 : Héros à vendre (Heroes for Sale) de William A. Wellman
- 1933 : The Mind Reader de Roy Del Ruth
- 1933 : Un danger public (Picture Snatcher) de Lloyd Bacon
- 1933 : Liliane (Baby Face) d'Alfred E. Green
- 1933 : The Devil's in Love de William Dieterle
- 1933 : Lilly Turner de William A. Wellman
- 1933 : La Vie de Jimmy Dolan (The Life of Jimmy Dolan) d'Archie Mayo
- 1933 : La Profession d'Ann Carver (Ann Carver's Profession) d'Edward Buzzell
- 1933 : La Soie écarlate (en) (The Silk Express) de Ray Enright
- 1933 : Tugboat Annie de Mervyn LeRoy
- 1933 : Le Bataillon des sans-amour (The Mayor of Hell) d'Archie Mayo et Michael Curtiz
- 1933 : Capturé (Captured !) de Roy Del Ruth
- 1933 : Wild Boys of the Road de William A. Wellman
- 1933 : From Headquarters (en) de William Dieterle et Michael Curtiz
- 1934 : Massacre d'Alan Crosland
- 1934 : Hi, Nellie ! de Mervyn LeRoy
- 1934 : Dark Hazard (en) d'Alfred E. Green
- 1934 : L'Homme de quarante ans (Upperworld) de Roy Del Ruth
- 1934 : Fog Over Frisco de William Dieterle
- 1934 : Wonder Bar de Lloyd Bacon et Busby Berkeley
- 1934 : Midnight Alibi (en) d'Alan Crosland
- 1934 : Voici la marine (Here comes the Navy) de Lloyd Bacon
- 1934 : Friends of Mrs. Sweeney d'Edward Ludwig
- 1934 : Femme d'intérieur (Housewife) d'Alfred E. Green
- 1934 : The Dragon Murder Case (en) d'H. Bruce Humberstone
- 1934 : A Very Honorable Guy de Lloyd Bacon
- 1934 : Big hearted Herbert (en) de William Keighley
- 1934 : I sell anything (en) de Robert Florey
- 1934 : Le Cabochard (The St. Louis Kid) de Ray Enright
- 1934 : L'Oiseau de feu (The Firebird) de William Dieterle
- 1934 : Franc jeu (Gambling Lady) d'Archie Mayo
- 1934 : I am a Thief (en) de Robert Florey
- 1935 : While the Patient Slept de Ray Enright
- 1935 : Agent spécial (Special Agent) de William Keighley
- 1935 : Le Bousilleur (Devil Dogs of the Air) de Lloyd Bacon
- 1935 : Moonlight on the Prairie de D. Ross Lederman
- 1935 : The Florentine Dagger de Robert Florey
- 1935 : Village Tale de John Cromwell
- 1935 : Capitaine Blood (Captain Blood) de Michael Curtiz
- 1935 : Bureau des épaves (Stranded) de Frank Borzage
- 1935 : La Double Vengeance (The Murder Man) de Tim Whelan
- 1935 : Ville frontière (Bordertown) d'Archie Mayo
- 1935 : Dr. Socrates (en) de William Dieterle
- 1936 : Le Médecin de campagne (The Country Doctor) de Henry King
- 1936 : La Fille du bois maudit (The Trail of the Lonesome Pine) de Henry Hathaway
- 1936 : Marie Stuart (Mary of Scotland) de John Ford
- 1936 : I married a Doctor (it) d'Archie Mayo
- 1936 : Exclusive Story (en) de George B. Seitz
- 1936 : Héros malgré lui (Sons o' Guns) de Lloyd Bacon
- 1936 : La Charge de la brigade légère (The Charge of the Light Brigade) de Michael Curtiz
- 1936 : Le Dernier des Mohicans (The Last of the Mohicans) de George B. Seitz
- 1937 : La Loi de la forêt (God's Country and the Woman) de William Keighley
- 1937 : Justice des montagnes (Mountain Justice) de Michael Curtiz
- 1937 : Âmes à la mer (Souls at Sea) d'Henry Hathaway
- 1937 : Draegerman Courage (it) de Louis King
- 1937 : La Légion noire (Black Legion) d'Archie Mayo et Michael Curtiz
- 1937 : La Vie d'Émile Zola (The Life of Emile Zola) de William Dieterle
- 1937 : Meurtre à la radio (Love Is on the Air) de Nick Grinde
- 1937 : The Barrier de Lesley Selander
- 1938 : Les Flibustiers (The Buccaneer) de Cecil B. DeMille
- 1938 : Penitentiary (en) de John Brahm
- 1938 : Marie-Antoinette (Marie Antoinette) de W. S. Van Dyke
- 1938 : La Ruée sauvage (The Texans) de James Patrick Hogan
- 1938 : Sérénade sur la glace (Breaking the Ice) d'Edward F. Cline
- 1938 : Shadows over Shanghai (en) de Charles Lamont
- 1938 : Charlie Chan à Honolulu (Charlie Chan in Honolulu) de H. Bruce Humberstone
- 1939 : Conspiracy de Lew Landers
- 1939 : The Cisco Kid and the Lady (en) d'Herbert I. Leeds
- 1939 : Pacific Express (Union Pacific) de Cecil B. DeMille
- 1939 : Bad Lands (en) de Lew Landers
- 1939 : Le Premier Rebelle (Allegheny Uprising) de William A. Seiter
- 1939  : Le Retour de Cisco Kid (Return of the Cisco Kid) de Herbert I. Leeds
- 1939 : Sous le ciel du Colorado (Colorado Sunset) de George Sherman
- 1939 : Man of Conquest de George Nichols Jr.
- 1939 : Heritage of the Desert de Lesley Selander
- 1940 : Le Grand Passage (Northwest Passage) de King Vidor
- 1940 : Laddie de Jack Hively
- 1940 : The Man from Dakota (en) de Leslie Fenton
- 1940 : Chercheurs d'or (Go West) d'Edward Buzzell
- 1940 : Capitaine Casse-Cou (Captain Caution) de Richard Wallace
- 1941 : Parachute Battalion (en) de Leslie Goodwins
- 1942 : Fall In (en) de Kurt Neumann
- 1942 : Far West (American Empire) de William C. McGann
- 1943 : They came to blow up America (en) d'Edward Ludwig
- 1943 : A Stranger in Town de Roy Rowland
- 1943 : Bomber's Moon d'Edward Ludwig et Harold D. Schuster
- 1943 : Johnny le vagabond (Johnny Come Lately) de William K. Howard
- 1944 : Les Aventures de Mark Twain (The Adventures of Mark Twain) d'Irving Rapper
- 1944 : Enemy of Women d'Alfred Zeisler
- 1944 : Le Président Wilson (Wilson) d'Henry King
- 1945 : Le Grand John (The Great John L.) de Frank Tuttle
- 1945 : Les Sacrifiés (They Were Expendable) de John Ford et Robert Montgomery
- 1945 : La Femme du pionnier (Dakota) de Joseph Kane
- 1946 : En route vers l'Alaska (Road to Utopia) d'Hal Walker
- 1946 : L'Impératrice magnifique (Magnificent Doll) de Frank Borzage
- 1946 : Détectives du Far West (Sunset Pass) de William Berke
- 1946 : Just Before Dawn (en) de William Castle
- 1946 : Dangerous Millions de James Tinling
- 1946 : Deux nigauds dans le manoir hanté (The Time of their Lives) de Charles Barton
- 1947 : En route vers Rio (Road to Rio) de Norman Z. McLeod
- 1947 : Le Maître de la prairie (The Sea of Grass) d'Elia Kazan
- 1947 : The Fabulous Texan (en) d'Edward Ludwig
- 1948 : Jeanne d'Arc (Joan of Arc) de Victor Fleming
- 1948 : Les Liens du passé (I Love Trouble) de S. Sylvan Simon
- 1948 : Relentless de George Sherman
- 1949 : J'ai épousé un hors-la-loi (Bad Men of Tombstone) de Kurt Neumann
- 1949 : La Révolte des fauves (Song of India) d'Albert S. Rogell
- 1949 : Canadian Pacific d'Edwin L. Marin
- 1949 : Face au châtiment (The Doolins of Oklahoma) de Gordon Douglas
- 1950 : Éclaireur indien (en) (Davy Crockett, Indian Scout) de Lew Landers
- 1950 : Riders of the Range (en) de Lesley Selander
- 1950 : Le Kid du Texas (The Kid from Texas) de Kurt Neumann
- 1950 : Guérillas (America Guerrilla in the Philippines) de Fritz Lang
- 1950 : Le Baron de l'Arizona (The Baron of Arizona) de Samuel Fuller
- 1951 : Double Crossbones de Charles Barton
- 1951 : Les Aventures du capitaine Wyatt (Distant Drums) de Raoul Walsh
- 1951 : La Part du jeu (Darling, How Could You!) de Mitchell Leisen
- 1951 : Destination Mars (Flight to Mars) de Lesley Selander : Tilamar
- 1952 : Les Rivaux du rail (Denver and Rio Grande) de Byron Haskin
- 1952 : Le Fils d'Ali Baba (Son of Ali Baba) de Kurt Neumann
- 1953 : Cow Country (it) de Lesley Selander
- 1955 : Tall Man Riding (en) de Lesley Selander

### à la télévision (séries)
- 1964 : Monsieur Ed, le cheval qui parle (Mister Ed), Saison 4, épisode 26 Moko d'Arthur Lubin
- 1964 : Suspicion (The Alfred Hitchcock Hour), Saison 3, épisode 1 Return of Verge Likens d'Arnold Laven

## Théâtre (à Broadway)
Pièces, sauf mention contraire
- 1918 : Some One in the House de Larry Evans, George S. Kaufman et W. C. Percival, avec Lynn Fontanne
- 1918-1919 : The Invisible Foe de Walter Hackett
- 1919 : The Crimson Alibi de George Broadhurst (en)
- 1920 : The Unwritten Chapter de Samuel Shipman et Victor Victor, avec Lucile Watson
- 1923 : The Breaking Point (en) de Mary Roberts Rinehart
- 1923-1925 : Kid Boots (en), comédie musicale, musique d'Harry Tierney, lyrics de Joseph McCarthy (en), livret de William Anthony McGuire et Otto Harbach, avec Eddie Cantor
- 1926-1927 : Chicago de Maurice Watkins, mise en scène de George Abbott, avec Charles Bickford
- 1928 : Marco Millions d'Eugene O'Neill, mise en scène de Rouben Mamoulian, avec Ernest Cossart, Albert Dekker, Margalo Gillmore, Alfred Lunt, Vincent Sherman, Henry Travers
- 1928 : A Lady for a Night de Hutcheson Boyd
- 1928 : The Lady Lies de John Meehan
- 1929 : Judas de Walter Ferris et Basil Rathbone, mise en scène de Richard Boleslawski, avec B. Rathbone, Dorothy Cumming, Charles Halton
- 1930 : It's a Grand Life d'Hatcher Hughes (en) et Alan Williams
- 1930-1931 : This is New York de Robert Emmet Sherwood
- 1932 : Bulls, Bears and Asses de Milton Herbert Gropper, avec Paul Stewart
- 1932 : Lilly Turner de George Abbott et Philip Dunning (en), mise en scène de G. Abbott, avec Percy Kilbride, John Litel (adaptée au cinéma en 1933 : voir filmographie ci-dessus)